# Pound Puppies
Pound Puppies är en amerikansk/kanadensisk tecknad serie från 2010. Den sändes i Sverige på SVT Barn.